# Nifelvind
Albums de Finntroll
Ur Jordens Djup
(2007) Blodsvept
(2013)
Nifelvind est le cinquième album studio du groupe de Folk metal Finntroll. Il a été enregistré à Sonic Pump Studios à Helsinki en Finlande et masterisé par Mika Jussila aux Studios Finnvox. Il existe une version limitée de l'album incluant un écrin pour le CD, une piste bonus (qui est une version acoustique de Under Bergets Rot), un sous-bock et un poster en tissu tous deux à l'image de l'album. 
 Des vidéos ont été tournées pour les titres Solsagan et Under Bergets Rot.

## Liste des titres
1. Blodmarsch – 02:11
2. Solsagan – 04:31
3. Den frusna munnen – 04:04
4. Ett Norrskensdåd – 03:34
5. I trädens sång – 03:43
6. Tiden utan tid – 04:55
7. Galgasång – 03:45
8. Mot skuggornas värld – 04:43
9. Under Bergets Rot – 03:28
10. Fornfamnad – 03:42
11. Dråp – 07:00
12. Under Dvärgens Fot (Bonus Track) - 3:33